# Dan Larsson (författare)
Harry Dan-Olov "Dan" Larsson, född 5 augusti 1939 i Enköping, är en svensk barn- och ungdomsförfattare.

## Biografi
Larsson är född och uppvuxen i Enköping där han bland annat arbetat på AB Bahco både på verkstadsgolvet och på kontor. Han debuterade som författare 1982 med episodboken Frippe, och har därefter gett ut ett trettiotal böcker för barn och ungdom.
År 2000 gav han ut Stefan och elake Emil som berättar med kortfattad rimmad text om mobbningsproblematik och hur den kan brytas.
År 2004 gav han ut Draken Karies och riddare Fluor, en bilderbok på rim som handlar om striden mellan Draken Karies och Riddare Fluor som kämpar om barnens tandhälsa. Boken har getts ut i flera upplagor, och sålts till både tandkliniker och skolor såväl som familjer där den blivit en hjälp vid barnens tandborstning.
Flera av Larssons böcker har översatts  Stefan och elake Emil, Draken Karies och riddare Fluor och Kistan på vinden har översatts till danska. Spökslottets hemlighet har översatts till såväl danska som polska. Och barndeckaren "Benranglet som försvann utkommer under 2023 också på danska. 
År 2021 gav han ut Kistan på vinden, en barndeckare som bland annat utspelar sig i Enköpings småbåtshamn. Ewa Wendt från Bibliotekstjänst skrev bland annat "Kistan på vinden är en spännande pusseldeckare för de lite yngre. Dan Larsson skriver med en underbart orealistisk charm som fångar läsaren, som triggar fantasin, gör spänningen ibland snudd på olidlig och man vill bara läsa vidare".

### Utmärkelser[källabehövs]
- Enköpings kommuns Kulturstipendium
- Uppsala Läns Hedersstipendium
- Hasse Eson-stipendiet
- Författarfondens arbetsstipendium,
- Författarnas Fotokopieringsfonds stipendium